# Typhonia accurata
Typhonia accurata is een vlinder uit de familie van de zakjesdragers (Psychidae). De wetenschappelijke naam van de soort is, als Melasina accurata, voor het eerst geldig gepubliceerd in 1922 door Edward Meyrick. De combinatie in Typhonia werd gemaakt in 1955 door Clarke.

## Type
- syntypes: 3 exemplaren, niet gespecificeerd
- instituut: onbekend
- typelocatie: "India, West Bengal, Chapra, Pusa"